# Arctia domiduca
Arctia domiduca är en fjärilsart som beskrevs av Johann Wilhelm Meigen 1832. Arctia domiduca ingår i släktet Arctia och familjen björnspinnare. Inga underarter finns listade i Catalogue of Life.